# Hovtashat
Hovtashat (en arménien Հովտաշատ ) est une communauté rurale du marz d'Ararat en Arménie. En 2008, elle compte 3 537 habitants.